# Вайнз, Эллсуорт
Генри Эллсуорт (Элли) Вайнз (англ. Henry Ellsworth 'Elly' Vines; 28 сентября 1911, Лос-Анджелес — 17 марта 1994, Ла-Квинта) — американский теннисист и игрок в гольф. Шестикратный победитель турниров Большого шлема в одиночном, мужском парном и смешанном парном разрядах, член Международного зала теннисной славы с 1962 года.

## Теннисная карьера

### Любительская карьера

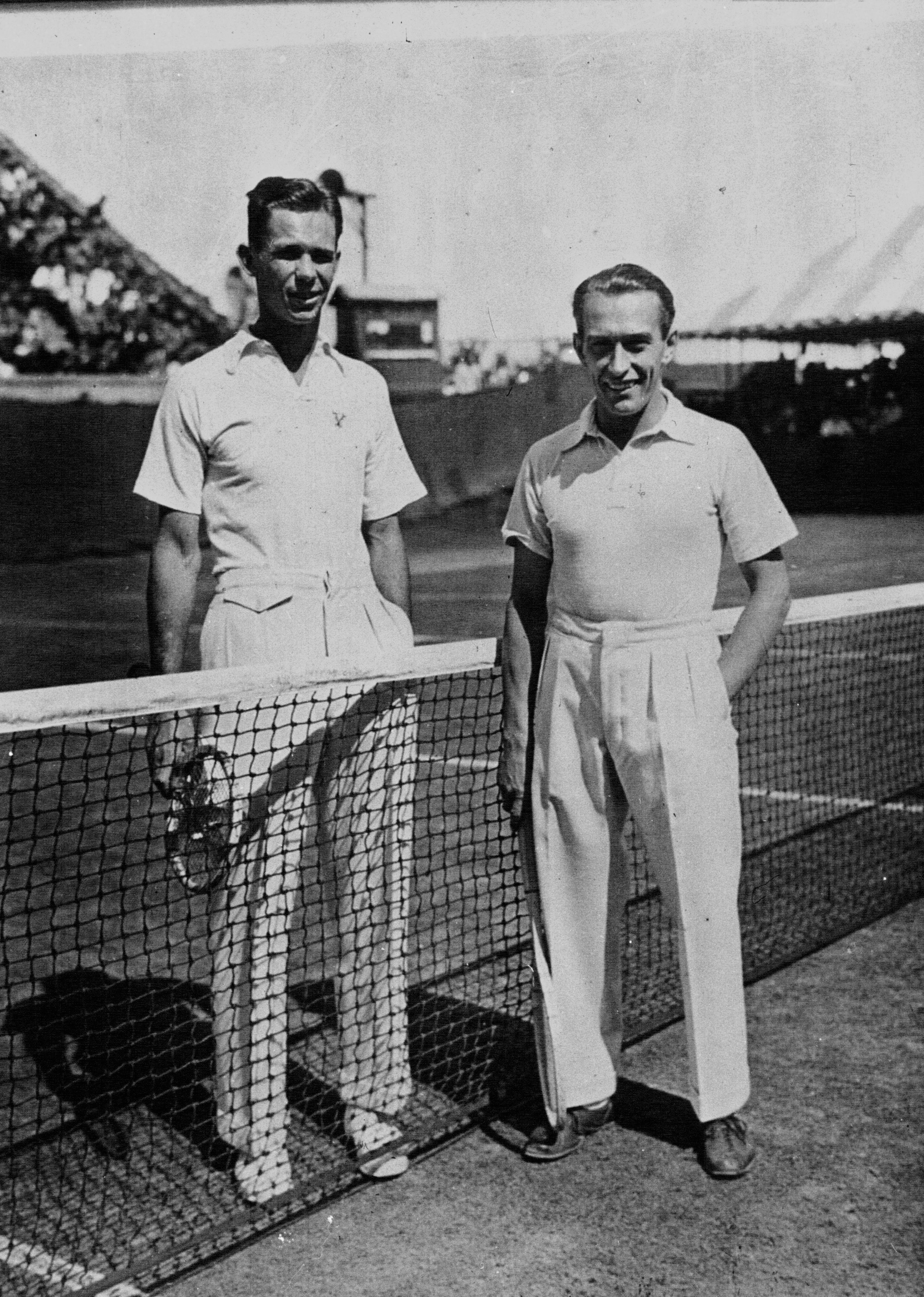
Эллсуорт Вайнз (слева) и Анри Коше, 1932 год

В начале спортивной карьеры Эллсуорт Вайнз занимался баскетболом и даже выступал в этом виде спорта за сборную колледжа, но постепенно переключился на теннис. Когда в 18 лет Вайнз появился на Восточном побережье США, журналисты, впечатлённые его яркой и мощной игрой, заговорили о нём, как о новой Калифорнийской Комете — прозвище, которое носил другой игрок из Калифорнии, Морис Маклафлин, за двадцать лет до него. Однако в это время его игра не отличалась ещё стабильностью, он проиграл Сидни Вуду, не обладавшему сильным ударом,  и пресса решила было, что Комета уже сгорела. Однако Вайнз сумел доказать, что журналисты ошиблись. В неполные двадцать лет он стал чемпионом США 1931 года, а на следующий год выиграл Уимблдонский турнир (в финале победив лучшего теннисиста мира четырёх предыдущих лет Анри Коше) и второе звание чемпиона США, а также дошёл с командой США до матча вызова против французов, обладателей Кубка Дэвиса. По пути к этому финальному матчу он выиграл все восемь своих встреч, в том числе в финале Американской зоны у австралийцев Джека Кроуфорда и Гарри Хопмана, а в межзональном матче у немца Готфрида фон Крамма, но в матче вызова на грунтовых кортах стадиона «Roland Garros» не смог противостоять Жану Боротра. К пятой игре французы уже одержали общую победу в матче, и выигрыш Вайнза у Анри Коше ничего не изменил. Тем не менее по итогам года он был признан лучшим игроком мира.
Следующий год оказался для Вайнза менее удачным: он выиграл чемпионат Австралии в парном разряде, но, неудачно сыграв в Кубке Дэвиса и чемпионате США, был настолько раздосадован неудачами, что принял решение закончить любительскую карьеру.

### Профессиональная карьера
В начале 1934 года Вайнз, которому было всего 22 года, перешёл в профессиональный теннис. Его соперником в первом профессиональном турне стал сам Билл Тилден, самый именитый теннисист США. Их первый матч на стадионе «Медисон-сквер-гарден» собрал около 16 тысяч зрителей, что называли самой большой аудиторией теннисного матча до этого дня, изобиловал ошибками со стороны Вайнза и закончился победой Тилдена в трёх сетах, 8-6, 6-3, 6-2. Однако Тилден, которому к этому моменту исполнился уже 41 год, прошёл пик своей игровой формы, и Вайнз одержал убедительную победу по итогам турне, выиграв 47 матчей и проиграв только 26. В течение года он также выиграл профессиональные чемпионаты Восточных, центральных и Западных штатов, в первых двух случаях победив Тилдена в финале, но в полуфинале чемпионата США среди профессионалов на грунтовых кортах проиграл немцу Гансу Нюсляйну. В конце года он восстановил статус-кво в мире профессионального тенниса, выиграв чемпионат Уэмбли и чемпионат Франции среди профессионалов в Париже, игравшийся на крытых кортах. По ходу обоих турниров он взял верх как над Тилденом, так и над Нюсляйном, а также выиграл с Нюсляйном чемпионат Франции в парах.
На следующий год Вайнз и Тилден участвовали в турне с новыми профессионалами, Джорджем Лоттом и Лестером Стёфеном. Лотт и Стёфен до перехода в профессионалы были сильнейшей любительской парой мира, и в итоге в ходе турне Вайнз и Тилден обычно выигрывали одиночные матчи, а в парных играх победы распределялись примерно поровну, делая их основным объектом интереса. В следующем турне соперниками Вайнза были Тилден и Нюсляйн, которых он по итоговому балансу встреч уверенно победил. Летом он пропустил профессиональный чемпионат США, но выиграл второй подряд чемпионат Франции среди профессионалов, победив в финале Нюсляйна, и чемпионат Уэмбли, где обыграл Тилдена, а также Международный чемпионат Великобритании среди профессионалов в Сауспорте, где его соперником в финале тоже был Тилден. Таким образом, он подтвердил свои доминирующие позиции в профессиональном теннисе второй год подряд. В следующем сезоне он, однако, не участвовал ни в чемпионате США, ни в европейских профессиональных турнирах, проведя первую половину года в турне по США, где его основным соперником был Стёфен, а в конце года выступая с Тилденом в Восточной Азии.
В 1937 году в разряд профессионалов перешёл ведущий теннисист-любитель Фред Перри, который был только на два года старше Вайнза. На стартовый матч турне Вайнза и Перри 3 января в «Медисон-сквер-гарден» цена билетов доходила до десяти долларов, трибуны, несмотря на цены, были переполнены (больше 17 с половиной тысяч зрителей), но игроки были больны, и игра не отвечала ожиданиям. Через несколько дней едва начавшееся турне пришлось прервать, так как Вайнзу стало совсем плохо. Турне возобновилось во второй половине января, и к концу марта счёт матчей между двумя соперниками был равным, 19-19. Турне завершилось в начале мая общей победой Вайнза с минимальной разницей, 32-29 (и 88-86 по сетам). Турне собрало больше 400 тысяч долларов — самые высокие сборы за историю профессионального тенниса до этого времени, Вайнз получил из этой суммы 34 тысячи. В коротком турне по Великобритании и Ирландии сильней оказался Перри, победивший 6-3. Ни один, ни другой не участвовали в этом сезоне ни в центральных профессиональных турнирах Европы, ни в чемпионате США. Вместо этого они занимались обустройством теннисного клуба в Беверли-Хиллз, совместными владельцами которого они являлись, а Вайнз также лечил больную спину и горло, сделав несколько операций.
Сезон 1938 года Вайнз и Перри тоже начали с североамериканского турне, в ходе которого отношения между ними испортились из-за едких интервью прессе, которые давал проигрывавший в серии Перри. Перри давал понять, что сожалеет о переходе в профессионалы, а Вайнз намекал, что предпочитает теннису гольф. Из-за занятий гольфом он пропустил чемпионат США среди профессионалов, отдав пальму первенства Перри. Не принял он участия и в европейском профессиональном сезоне, вернувшись на корт только к ноябрю, когда они с Перри отправились в турне по странам Карибского бассейна. Но в 1939 году его ждал новый вызов: в профессионалы перешёл только что завоевавший Большой шлем Дон Бадж. Их первое совместное турне закончилось в начале марта победой Баджа с общим счётом 22-17, после чего Вайнз вернулся к занятиям гольфом. Летом он присоединился к Перри и Тилдену в турне по Европе, выступая достаточно неудачно из-за травмы правой руки и болей в спине, к тому же постоянно отвлекаясь на турниры по гольфу. Тем не менее он сумел дойти до финала чемпионата Франции, где проиграл Баджу. Затем в Европе началась война, и ведущие американские профессионалы поспешили вернуться на родину. Там, в отсутствие Баджа, Вайнз наконец выиграл свой первый и единственный чемпионат США среди профессионалов, победив в финале Перри 8-6, 6-8, 6-1, 20-18. В паре они проиграли в финале Брюсу Барнсу и Киту Гледхиллу. Тем не менее новым лидером профессионального тенниса однозначно стал Бадж, и Вайнз с лёгкой душой окончательно зачехлил ракетку, не желая «путаться под ногами».

### Стиль игры
В повседневной жизни медлительный и малоподвижный, на корте Вайнз был агрессивным и стремительным. Его излюбленным покрытием была трава, а его арсенал включал мощнейшую, практически не кручёную, подачу (его первая подача, по мнению теннисного профессионала Джека Креймера, была лучшей в мире), сильный удар открытой ракеткой и отличную игру по верхним мячам. Его игра у сетки тоже была одной из лучших в мире. В целом, по словам другого великого теннисиста, Дона Баджа, Вайнз («в хорошие дни») был лучшим теннисистом мира всех времён.
Единственной слабостью Вайнза была неспособность к долгим розыгрышам мяча, которые его утомляли, и соперники периодически пользовались этим, просто возвращая мяч на его сторону корта, пока он не начнёт рисковать и не допустит ошибку. Тем не менее даже в таких ситуациях он оставался сдержанным и доброжелательным, не вступая в пререкания с судьями.

## Участие в финалах турниров Большого шлема (9)

### Одиночный разряд (4)

#### Победы (3)
| Год  | Турнир              | Соперник в финале | Счёт в финале      |
| ---- | ------------------- | ----------------- | ------------------ |
| 1931 | Чемпионат США       | Джордж Лотт       | 7-9, 6-3, 9-7, 7-5 |
| 1932 | Уимблдонский турнир | Банни Остин       | 6-2, 6-2, 6-0      |
| 1932 | Чемпионат США (2)   | Анри Коше         | 6-4, 6-4, 6-4      |

#### Поражение (1)
| Год  | Турнир              | Соперник в финале | Счёт в финале            |
| ---- | ------------------- | ----------------- | ------------------------ |
| 1933 | Уимблдонский турнир | Джек Кроуфорд     | 6-4, 9-11, 2-6, 6-2, 4-6 |

### Мужской парный разряд (2)

#### Победы (2)
| Год  | Турнир              | Партнёр      | Соперники в финале          | Счёт в финале  |
| ---- | ------------------- | ------------ | --------------------------- | -------------- |
| 1932 | Чемпионат США       | Кит Гледхилл | Джон ван Рин Уилмер Эллисон | 6-4, 6-3, 6-2  |
| 1933 | Чемпионат Австралии | Кит Гледхилл | Джек Кроуфорд Эдгар Мун     | 6-4, 10-8, 6-2 |

### Смешанный парный разряд (3)

#### Победа (1)
| Год  | Турнир        | Партнёр        | Соперники в финале      | Счёт в финале |
| ---- | ------------- | -------------- | ----------------------- | ------------- |
| 1933 | Чемпионат США | Элизабет Райан | Сара Палфри Джордж Лотт | 11-9, 6-1     |

#### Поражения (2)
| Год  | Турнир              | Партнёр             | Соперники в финале                   | Счёт в финале   |
| ---- | ------------------- | ------------------- | ------------------------------------ | --------------- |
| 1932 | Чемпионат США       | Хелен Халл-Джейкобс | Сара Палфри Фред Перри               | 3-6, 5-7        |
| 1933 | Чемпионат Австралии | Марджори Глэдмен    | Марджори Кокс-Кроуфорд Джек Кроуфорд | 6-3, 5-7, 11-13 |

## Финалы Кубка Дэвиса (1)

### Поражение (1)
| Год  | Место          | Команда                              | Соперник в финале                       | Счёт |
| 1932 | Париж, Франция | США Э. Вайнз, Д. ван Рин, У. Эллисон | Франция Ж. Боротра, Ж. Брюньон, А. Коше | 2-3  |

## Дальнейшая карьера
Начав заниматься гольфом в 1937 году, Вайнз стал гольфистом-профессионалом в 1942 году. Ему предрекали в будущем звание чемпиона США. Этого ему сделать так и не удалось, но в 1951 году он побывал в полуфинале чемпионата США среди профессионалов — высшее достижение для теннисистов, сменивших вид спорта.
Впоследствии Вайнз стал профессиональным тренером по гольфу. Он преподавал в кантри-клубах, а в 80-е годы стал «вице-президентом по гольфу» престижного курорта Ла-Квинта. Он скончался в 1994 году в возрасте 82 лет, через 22 года после того, как его имя было внесено в списки Международного зала теннисной славы.